# Eriocaulon omuranum
Eriocaulon omuranum är en gräsväxtart som beskrevs av Tetsuo Michael Koyama. Eriocaulon omuranum ingår i släktet Eriocaulon och familjen Eriocaulaceae. Inga underarter finns listade i Catalogue of Life.